# Эйлат (порт)
Порт Эйлата (ивр. נמל אילת‎)  —  единственный израильский порт на Красном море, расположенный на северной оконечности залива Акаба.

## История
Порт Эйлата был утверждён в 1952 году и построен в 1952-56 годах. Сегодня он в основном используется для торговли со странами Дальнего Востока. Это позволяет израильским судам достигать Индийского океана, минуя Суэцкий канал.
Египетская военно-морская блокада Тиранского пролива, контролирующего доступ к Эйлату, сыграла важную роль в событиях, которые привели к двум крупным арабо-израильским конфликтам: Суэцкому кризису и Шестидневной войне. В ходе последующей войне на Истощение израильский флот был много раз атакован египтянами в Эйлате и потерял несколько кораблей.
Судоходство в Эйлате относительно слабое (по сравнению с двумя крупными морскими портами Израиля на Средиземном море). Одна из причин заключается в том, что Эйлат находится на значительном удалении от центра страны. Другим является тот факт, что в отличие от других основных морских портов страны, Эйлат ещё не обслуживается железнодорожной линией (ближайшая железнодорожная станция находится более чем в ста километрах к северу в Димоне ). Кроме того, использование прибрежного туризма конкурирует с любыми перспективами расширения портовых мощностей.
Здесь базируется 915-я эскадрилья патрульных катеров ВМС Израиля.
В июле 2024 года, вследствие атак хуситов на грузовые суда в Красном море, руководство порта обратилось к правительству Израиля за финансовой помощью после снижения объемов грузоперевозок на 85% и восьмимесячного простоя.
В воскресенье 20 июля 2025 года порт был закрыт из-за неспособности выплатить долги из-за резкого падения доходов, вызванного атаками хуситов в Красном море. Источники в порту сообщили изданию «Калькалист», что закрытие порта «будет символизировать победу хуситов и потерю для израильской экономики».

## Планы развития
Чтобы снять ограничения, наложенные на развитие порта, правительство предложило план «Южные ворота» для этого района. Это предложение предполагает строительство крупного комбинированного авиа-железнодорожно-морского логистического центра, который будет расположен в пустыне к северу от города. Детали этого предложения включают: перенос нынешнего порта в раскопанную местность к северу от города, до которой можно добраться по длинному каналу шириной 70 м (230 футов) и длиной в 7,5 км (4,7 миль), который собираются построить вдоль границы с Иорданией от залива Акаба, строительство нового международного аэропорта поблизости (завершено в 2019 году) и продление железной дороги от железнодорожной станции Нахаль-Цин до порта и аэропорта. Международные инвесторы, такие как южноафриканская группа компаний Harris  и Дональд Трамп, проявили интерес к проекту. Перенос порта освободит значительную часть береговой линии залива для перепланировки в туристических целях, а подключение порта к сети израильских железных дорог обеспечит значительное увеличение объема грузопотока, проходящего через порт. Железная дорога также поможет стимулировать туризм, который пострадал из-за закрытия аэропортов Эйлата и Сде Дов в 2019 году, что сделало внутренние поездки в Эйлат более трудоёмкими и громоздкими.
В январе 2012 года министр транспорта поручил администрации порта Израиля начать предварительное обследование земли, чтобы определить оптимальное место для котлована для порта к северу от Эйлата

## Защита окружающей среды
Из соображений экологии администрация порта Эйлат потратила миллионы на создание погрузчика, предотвращающего рассеивание фосфатной пыли в море.